# Schmidmühlen
Schmidmühlen este o comună din districtul Amberg-Sulzbach, landul Bavaria, Germania.